# Waschhaus (Bannost)

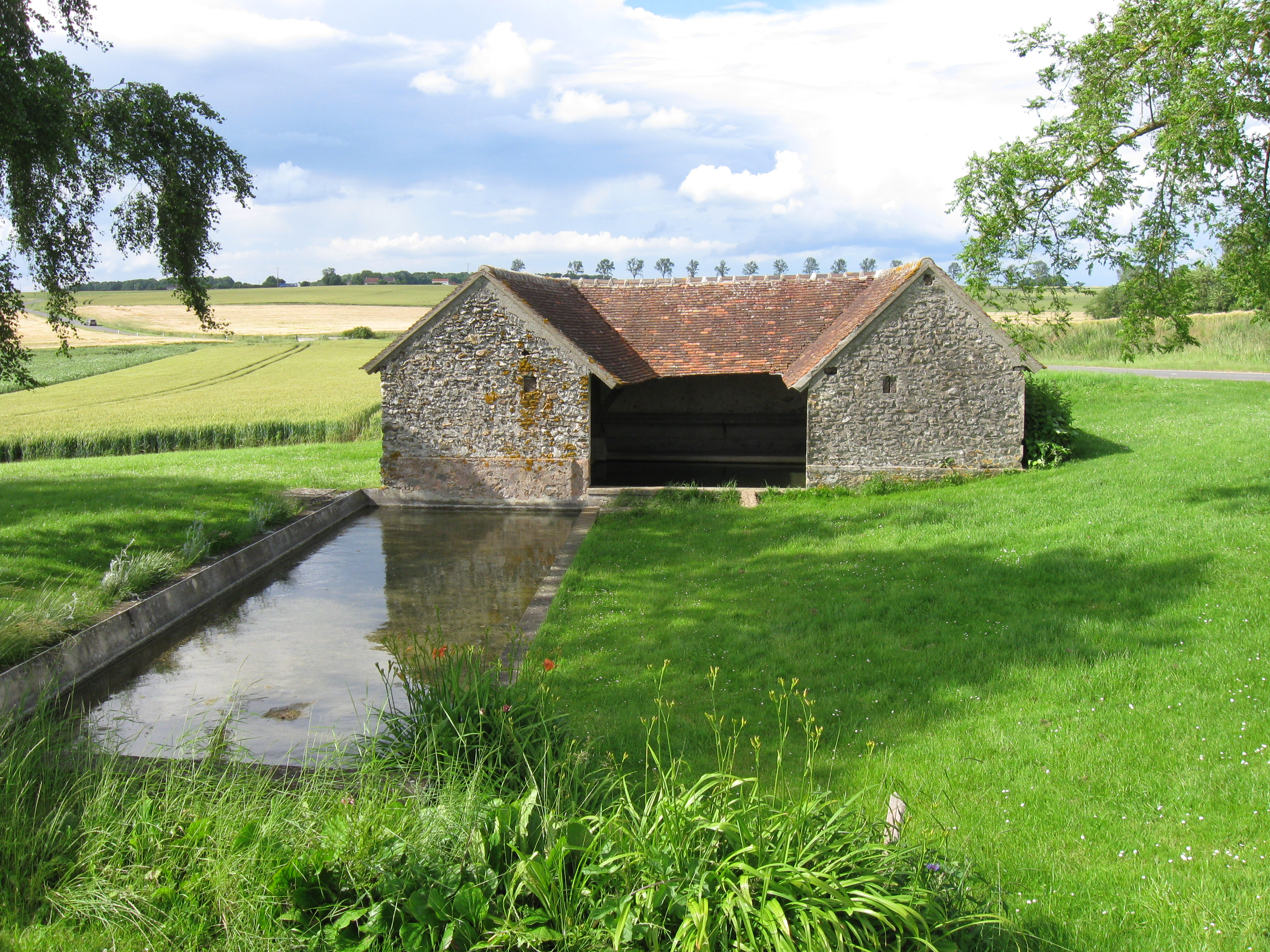
Waschhaus in Bannost

Das Waschhaus (französisch lavoir) in Bannost, einem Ortsteil der französischen Gemeinde Bannost-Villegagnon im Département Seine-et-Marne der Region Île-de-France, wurde im 19. Jahrhundert errichtet.  
Das öffentliche Waschhaus aus Bruchsteinmauerwerk besitzt drei überdachte Räume, die ein Wasserbecken in Form eines Impluviums einrahmen. Vor dem Waschhaus ist ein längliches Wasserbecken, das ebenfalls von demselben Brunnen gespeist wird.